# Turkmeniella crosi
Turkmeniella crosi är en tvåvingeart som först beskrevs av Villeneuve 1910.  Turkmeniella crosi ingår i släktet Turkmeniella och familjen svävflugor. Inga underarter finns listade i Catalogue of Life.